# داش‌آغل
داش‌آغل، روستایی است از توابع بخش مرکزی شهرستان ارومیه و در شهرستان ارومیه استان آذربایجان غربی ایران. روستای داش آغل یکی از زیباترین و قدیمی‌ترین حمام‌های تاریخی ارومیه و آذربایجان را در خود جای داده‌است که قدمت آن به دوران قاجار می‌رسد و در فهرست آثار ملی ایران ثبت شده‌است. روستا در کناره جاده ارومیه - نقده قرار دارد و دارای مردمی با زبان ترکی آذربایجانی و مذهب شیعه است.

## جمعیت
این روستا در دهستان دول قرار داشته و بر اساس سرشماری سال ۱۳۸۵ جمعیت آن 
۱۰۳نفر (۳۹ خانوار)
بوده‌است.